# Talent Unplugged
Talent Unplugged is een Nederlandse zangcompetitie, waarvan de eerste aflevering op 15 maart 2025 werd uitgezonden op de commerciële televisiezender SBS6. Het programma wordt gepresenteerd door Edwin Evers, met Douwe Bob, MEAU en Thomas Acda als coaches die op zoek gaan naar de beste singer-songwriter van Nederland.

## Geschiedenis
Vanaf oktober 2024 konden singer-songwriters zich aanmelden voor het programma dat toen nog bekend stond onder de titel Unplugged: De Zoektocht naar Puur Talent. Thomas Acda, Meau en Douwe Bob werden bekendgemaakt als de coaches. Het eerste seizoen ging uiteindelijk van start op 15 maart 2025. Talpa maakte in april 2025 bekend dat het programma een tweede seizoen zou krijgen.

## Format
Iedere coach heeft negen singer-songwriters geselecteerd die 'unplugged' optreden voor een vakjury bestaande uit Gordon Groothedde, Wilbert Mutsaers, Erroll Antonie en Berget Lewis. In de eerste drie afleveringen traden de negen kandidaten in setjes van drie op. De vakjury bepaalde allereerst wie zich plaatste voor de volgende aflevering, waarna de coach de laatste keus moest maken. In de vierde aflevering traden de kandidaten in trio's op, waarna opnieuw de vakjury koos wie zich plaatste voor de volgende aflevering en de coach uit de overgebleven twee kandidaten koos wie zich plaatste voor de volgende aflevering. De singer-songwriters streden in de vijfde aflevering in duo's tegen elkaar, waarna de vakjury bepaalde welk duo zich plaatste voor de volgende aflevering en de coach bepaalde uit het overgebleven duo wie hij of zij eveneens meenam naar de volgende aflevering. Vanaf aflevering 6 beoordelen de juryleden elke act met een cijfer, waarna aan het einde van elke aflevering de kandidaat met het laagste gemiddelde cijfer afvalt. De beste vier kandidaten uit het programma mogen optreden in Koninklijk Theater Carré en AFAS Live.

## Medewerkers
|                   | Seizoen     |
| 1                 | 1           |
| Presentator       | Presentator |
| ----------------- | ----------- |
| Edwin Evers       |             |
| Coaches           |             |
| Thomas Acda       |             |
| Douwe Bob         |             |
| MEAU              |             |
| Vakjury           |             |
| Gordon Groothedde |             |
| Wilbert Mutsaers  |             |
| Erroll Antonie    |             |
| Berget Lewis      |             |

## Seizoen 1
Het eerste seizoen vond plaats van 15 maart 2025 tot 10 mei 2025. In de finaleaflevering werd bekend dat Stella Grace, NIEK, Roosmarijn Tuenter en Janna Baerends mochten optreden in Carré en AFAS Live. Baerends won het programma door van de vakjury een 10 te krijgen. Zij mocht eveneens een single uitbrengen die ze maakte in samenwerking met vakjury. De desbetreffende single, She Knows Me Now (The Silent Song), werd na afloop van de laatste uitzending uitgebracht.

### Resultaten

#### Team Thomas Acda
| Plaats | Kandidaat          | Resultaat                  |
| ------ | ------------------ | -------------------------- |
| 1.     | Roosmarijn Tuenter | Runner-up                  |
| 2.     | Stella Grace       | Runner-up                  |
| 3.     | Ellece             | Finalist                   |
| 4.     | Lotte Walda        | Afgevallen in aflevering 5 |
| 5.     | Lars van Bokhoven  | Afgevallen in aflevering 4 |
| 5.     | Falco Neering      | Afgevallen in aflevering 4 |
| 7.     | Reitse Machiel     | Afgevallen in aflevering 1 |
| 7.     | Fenster            | Afgevallen in aflevering 2 |
| 7.     | Gercoh.            | Afgevallen in aflevering 3 |

#### Team Douwe Bob
| Plaats | Kandidaat           | Resultaat                  |
| ------ | ------------------- | -------------------------- |
| 1.     | Janna Baerends      | Winnaar                    |
| 2.     | Cornelius Leonardus | Finalist                   |
| 3.     | Jasper Brons        | Afgevallen in aflevering 7 |
| 4.     | Rena Holt           | Afgevallen in aflevering 5 |
| 5.     | Yara Beeks          | Afgevallen in aflevering 4 |
| 5.     | Louise Martina      | Afgevallen in aflevering 4 |
| 7.     | Daniel Grey         | Afgevallen in aflevering 1 |
| 7.     | Loen                | Afgevallen in aflevering 2 |
| 7.     | Astrid Akse         | Afgevallen in aflevering 3 |

#### Team Meau
| Plaats | Kandidaat     | Resultaat                  |
| ------ | ------------- | -------------------------- |
| 1.     | NIEK          | Runner-up                  |
| 2.     | Lo            | Afgevallen in aflevering 8 |
| 3.     | MAUD          | Afgevallen in aflevering 6 |
| 4.     | Nina Sophia   | Afgevallen in aflevering 5 |
| 5.     | Marte Truyers | Afgevallen in aflevering 4 |
| 5.     | Robin Storm   | Afgevallen in aflevering 4 |
| 7.     | Tim Tiago     | Afgevallen in aflevering 1 |
| 7.     | Eefje         | Afgevallen in aflevering 2 |
| 7.     | Twan Ray      | Afgevallen in aflevering 3 |